# Sistema di numerazione egizio
Il sistema di numerazione egizio è un sistema di numerazione usato nell'antico Egitto. È un sistema numerico decimale, scritto sia con i geroglifici sia in ieratico.

## Cifre e numeri
Specifici simboli erano usati per denotare le potenze di dieci:
| Z1 |

| Z1 |

| V20 |

| V20 |

| V1 |

| V1 |

| M12 |

| M12 |

| D50 |

| D50 |

| I8 |

| I8 |

| I7 |

| I7 |

| C11 |

| C11 |

I multipli di questi valori venivano espressi ripetendo il simbolo tante volte quante era necessario, fino a un massimo di 9 volte. Ad esempio, un'iscrizione proveniente da Karnak mostra il numero 4622 come
| M12 | M12 | M12 | M12 |

| V1 · V1 · V1 · V1 · V1 · V1 |

| V20 | V20 | Z1 | Z1 |

| M12 | M12 | M12 | M12 |

| V1 · V1 · V1 · V1 · V1 · V1 |

| V20 | V20 | Z1 | Z1 |

I geroglifici egizi possono essere scritti in entrambe le direzioni (orizzontalmente e anche verticalmente). Questo esempio è scritto da sinistra a destra e dall'alto in basso; nell'iscrizione originale, è scritto da destra a sinistra, e i segni sono perciò invertiti.

## Frazioni
Anche i numeri razionali possono essere espressi, ma solo come somme di frazioni unitarie, cioè come somme di reciproci di numeri interi positivi, con l'eccezione di 2/3 e 3/4. Il geroglifico usato per indicare una frazione era quello della bocca (un po' simile anche se per nulla uguale a quello dell'occhio), che significava anche "parte":
| D21 |

| D21 |

Le frazioni venivano dunque scritte con questo segno, che indicava anche il numeratore 1, e il denominatore positivo sotto. Quindi, 1/3 si scriveva:
| D21 · Z1 · Z1 · Z1 |

| D21 · Z1 · Z1 · Z1 |

C'erano dei simboli speciali per indicare 1/2 e due frazioni non unitarie, 2/3 (usato spesso) e 3/4 (usato meno frequentemente):
| Aa13 |

| Aa13 |

| D22 |

| D22 |

| D23 |

| D23 |

Se il denominatore diventa troppo grande, il simbolo della frazione unitaria veniva posizionato all'inizio del denominatore:
| D21 · V1 · V1 · V1 | V20 · V20 · V20 · Z1 |

| D21 · V1 · V1 · V1 | V20 · V20 · V20 · Z1 |

## Addizione e sottrazione
Per indicare i segni più e meno, si usavano i geroglifici:
| D54 |

| D54 |

| D55 |

| D55 |

Se i piedi erano orientati nella direzione di scrittura, significavano addizione, altrimenti sottrazione.

## Numeri scritti foneticamente
Oltre che col sistema di numerazione, nell'antica lingua egizia si potevano anche scrivere i numeri come parole, foneticamente, proprio come in italiano si può scrivere "trenta" invece di 30. Ad esempio, "trenta", che in egiziano si diceva mˁ b3 (maba), era scritto
| Aa15 · D36 | D58 |

| Aa15 · D36 | D58 |

mentre il numero 30 era scritto
| V20 | V20 | V20 |

| V20 | V20 | V20 |

Questa pratica era comunque rara per la maggior parte dei numeri, con l'eccezione dei numeri "uno" (wˁ, wa ) e "due" (snwy, senwi).

## Numerazione ieratica
Visto che la maggior parte dei testi amministrativi e di contabilità erano scritti su papiro o su ostraka, piuttosto che essere incisi nella pietra (come accadeva per i testi geroglifici), la stragrande maggioranza dei testi che utilizzano il sistema di numerazione egizio sono in scrittura ieratica. Esempi di numeri scritti in ieratico possono essere trovati a partire dal periodo arcaico. I papiri di Abusir, dell'Antico Regno, sono un importante insieme di testi che utilizzano i numeri ieratici.
Per lungo tempo si è ritenuto che la scrittura ieratica adottasse un sistema numerico distinto, dotato di segni specifici per le unità (1–9), le decine (10–90), le centinaia (100–900) e le migliaia (1000–9000). Un numero molto grande come 9999 poteva pertanto essere scritto solo con 4 segni (combinando i segni che indicano 9000, 900, 90, e 9) invece che con 36 geroglifici.
La differenza però è più apparente che reale, visto che i cosiddetti "segni individuali" derivano in realtà dalle legature usate dagli scribi. Nei testi ieratici più antichi, i singoli segni sono scritti chiaramente, ma durante l'Antico Regno fu sviluppata una serie di scritture standardizzate per gruppi di segni contenenti più di un simbolo. A mano a mano che il sistema di scrittura ieratico si sviluppò nel tempo, questi gruppi di segni furono ulteriormente semplificati per velocizzare la scrittura; questo processo continuò anche nel demotico. Pertanto non è corretto parlare di questi gruppi di segni legati come di un diverso sistema di numerazione, come, allo stesso modo, sarebbe scorretto parlare di differenti sistemi ortografici comparando gruppi di segni legati nei testi letterari ieratici con testi geroglifici simili.
Due famosi papiri matematici che usano la scrittura ieratica sono il papiro di Mosca e il papiro di Rhind.